# نیروهای مسلح جمهوری کره
نیروهای مسلح جمهوری کره یا ارتش ملی جمهوری کره (مخفف: ROK) نیروهای مسلح کشور کره جنوبی هستند. نیروهای مسلح جمهوری کره یکی از بزرگ‌ترین نیروهای نظامی در جهان است که دارای نیروی انسانی ۳٫۳۰۵٫۰۰۰ نفر در سال ۲۰۲۰ (۵۵۵٫۰۰۰ فعال و ۲٫۷۵۰٫۰۰۰ ذخیره) است. کره جنوبی دارای دهمین بودجه نظامی در میان کشورهای جهان است و نیروهای مسلح این کشور در سال ۲۰۲۰ به‌عنوان ششمین ارتش قدرتمند جهان رتبه‌بندی شده‌است.
نیروهای مسلح جمهوری کره در سال ۱۹۴۸، پس از استقرار دولت کره جنوبی پس از استقلال کره از امپراتوری ژاپن، تأسیس شد. نیروهای نظامی کره جنوبی مسئول حفظ حاکمیت و تمامیت ارضی این کشور هستند و همچنین در عملیات‌های صلح‌بانی و اقدامات بشردوستانه و امدادرسانی به بلایا در شرایط اضطراری در سراسر جهان مشارکت دارند.

## ساختار فرماندهی

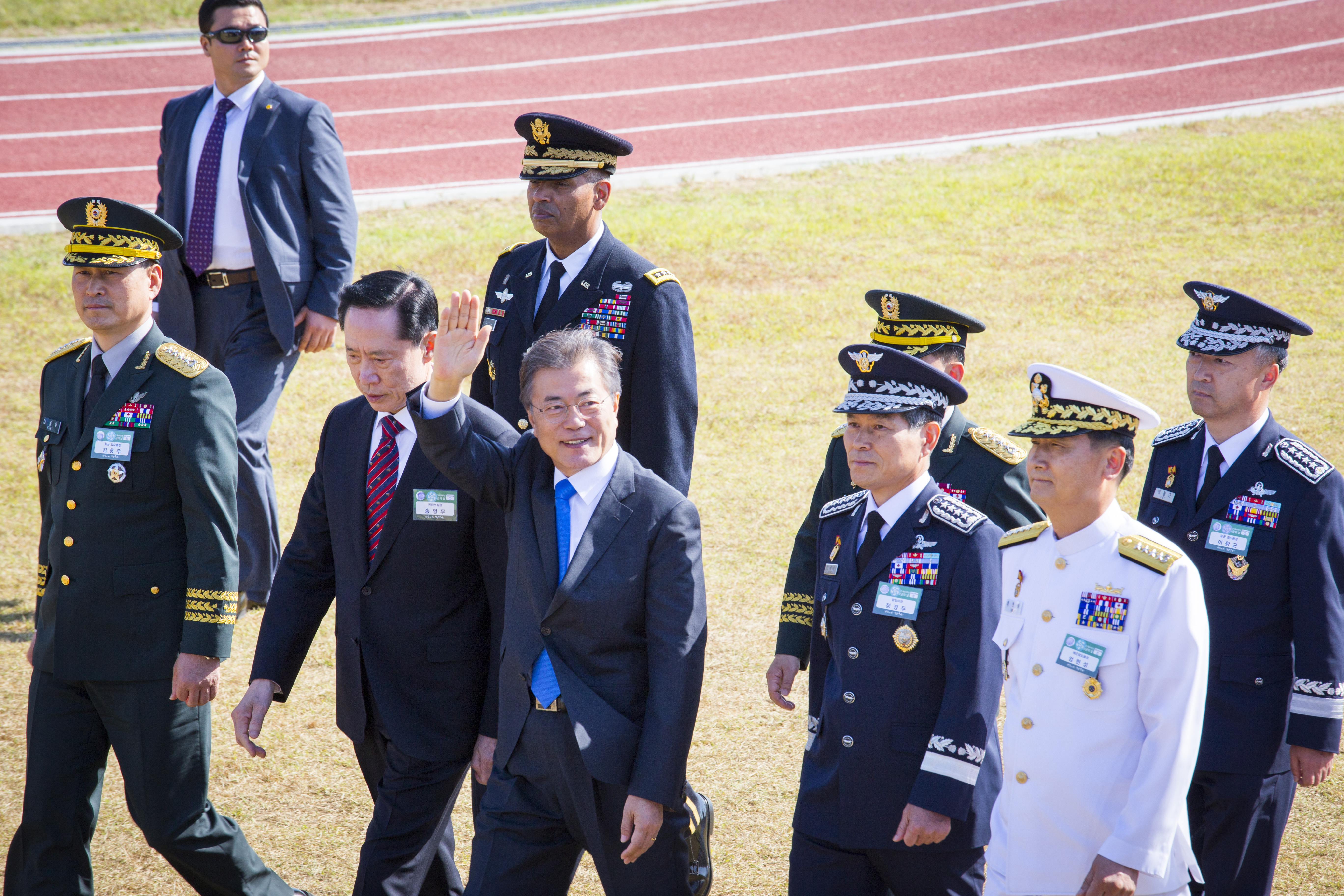
رئیس‌جمهور مون جه-این به‌همراه وزیر دفاع ملی، فرماندهان ستاد مشترک ارتش و فرمانده نیروهای کره ایالات متحده در سال ۲۰۱۷

فرماندهی نیروهای مسلح کره در قانون اساسی این کشور تعیین شده‌است. رئیس‌جمهور کره جنوبی فرمانده کل قوا است و اختیارات نظامی از سوی او به وزیر دفاع ملی، که اغلب یک ژنرال چهار ستاره بازنشسته است (اما از نظر قانونی ملزم به این امر نیست) داده می‌شود. رئیس‌جمهور و وزیر دفاع ملی مسئولیت کل تشکیلات نظامی را بر عهده دارند و کنترل غیرنظامی بر ارتش را حفظ می‌کنند. وزیر دفاع ملی به دستور رئیس‌جمهور، مسئولیت امور نظامی را عهده‌دار بوده و بر رئیس ستاد مشترک و رئیس ستاد هر یک از نیروهای مسلح نظارت می‌کنند.
برای هماهنگی استراتژی نظامی با امور سیاسی، رئیس‌جمهور، یک شورای امنیت ملی به ریاست مشاور امنیت ملی نیز دارد.

## شاخه‌ها
نیروهای مسلح کره جنوبی از نیروی زمینی، نیروی دریایی و نیروی هوایی تشکیل شده‌است. سپاه تفنگ‌داران دریایی نیز به عنوان شاخه‌ای از نیروی دریایی عمل می‌کند.

### نیروی زمینی جمهوری کره

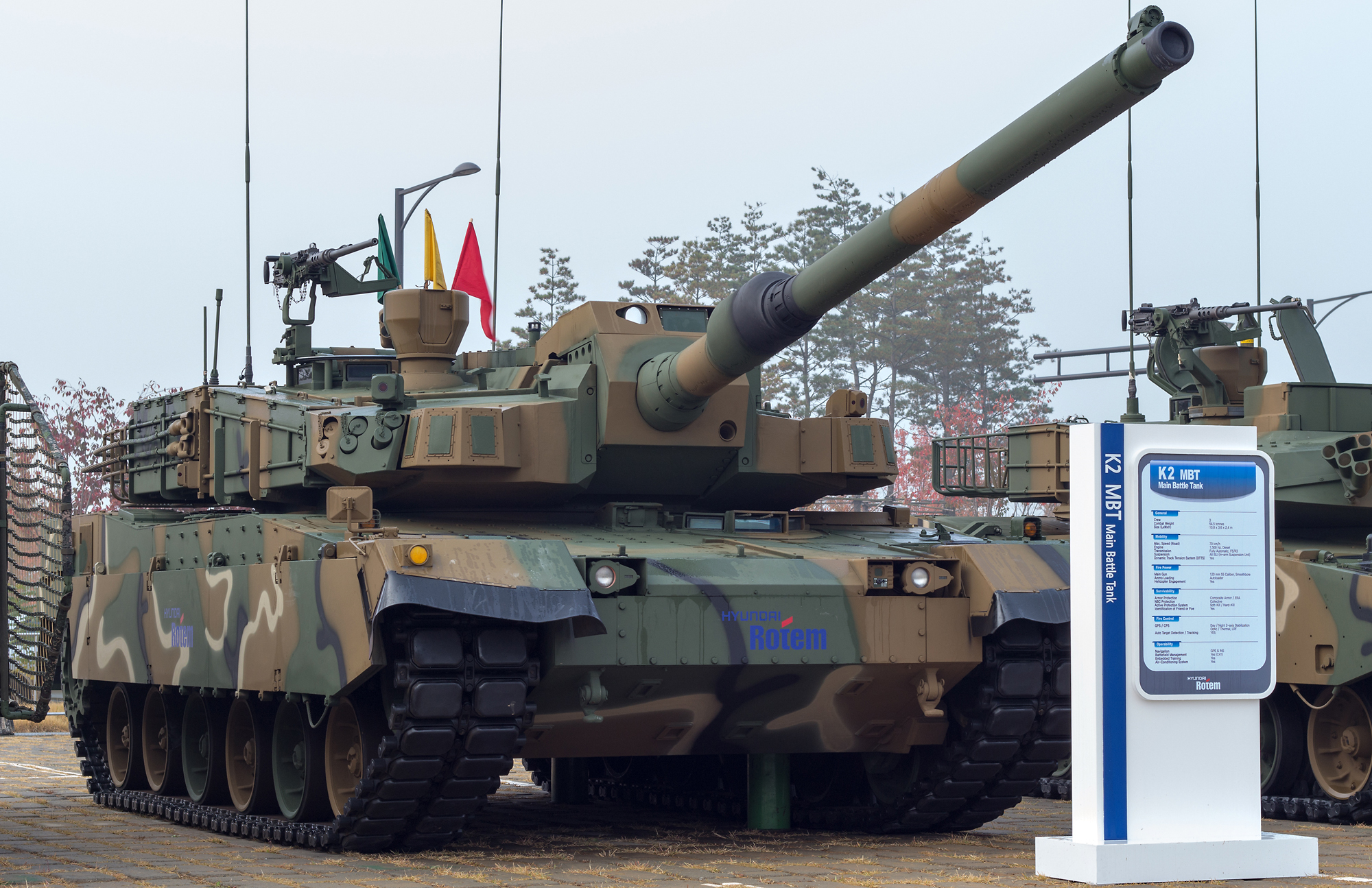
تانک کی۲ بلک پنتر ارتش کره جنوبی

نیروی زمینی کره یا ارتش کره، (ROKA) با داشتن حدود ۴۶۴٬۰۰۰ پرسنل تا سال ۲۰۱۹ بزرگ‌ترین شاخه نظامی این کشور است. دولت فعلی کره برنامه‌ای برای دفاع از این کشور آغاز کرده‌است که به موجب آن کره جنوبی می‌تواند تا سال ۲۰۳۰ با استفاده از تجهیزات داخلی کاملاً با تهدید کره شمالی مقابله کند.

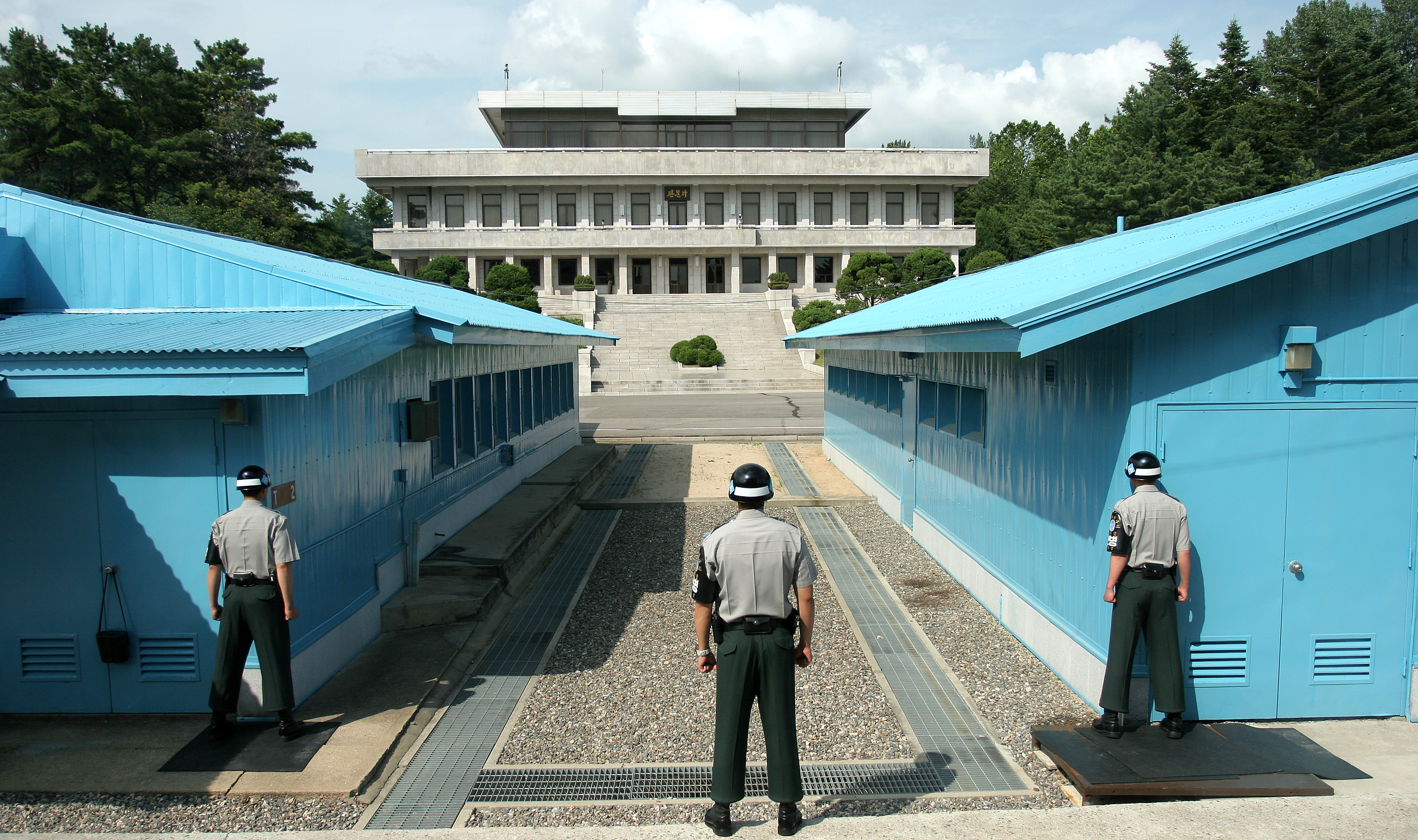
سربازان کره جنوبی در منطقه امنیتی مشترک بین ساختمان‌های آبی و کره شمالی در پس‌زمینه

تحت یک طرح بازسازی با هدف کاهش نیروی کار، ارتش‌های اول و سوم در فرماندهی عملیات اول تازه‌تشکیل‌شده الحاق خواهند شد و ارتش دوم به فرماندهی عملیاتی دوم تبدیل می‌شود. ارتش متشکل از ستاد ارتش، فرماندهی هوانوردی و فرماندهی جنگ ویژه با ۹ سپاه، ۳۶ لشکر، حدود ۴۶۴۰۰۰ نیرو و حدود ۵۸۵۰ تانک و خودروی زرهی، ۱۱۳۳۷ سامانه توپخانه، ۷۰۳۰ سامانه پدافند موشکی و ۱۳۰۰۰ سیستم پشتیبانی از پیاده‌نظام است.

### نیروی دریایی جمهوری کره

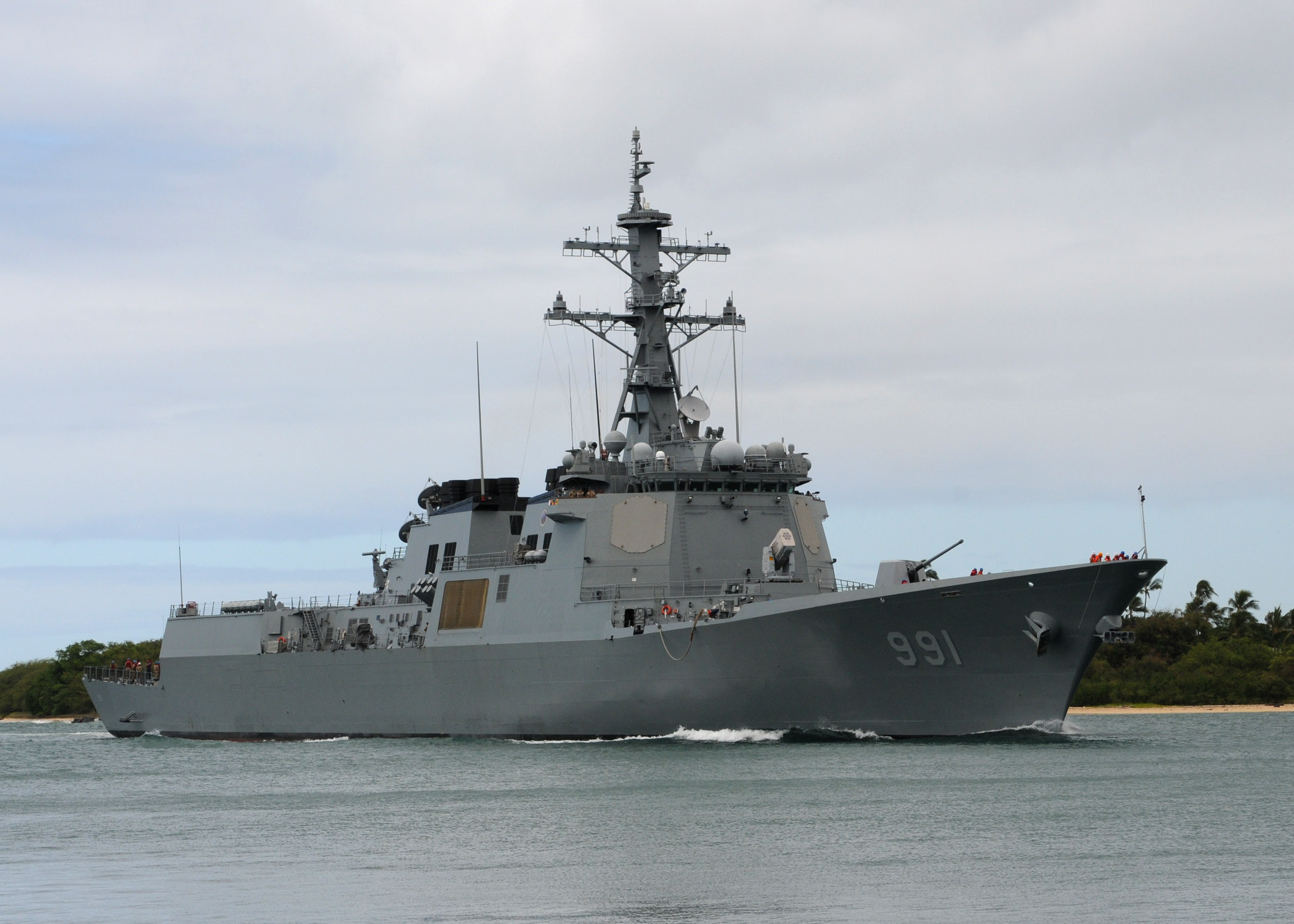
یک ناوشکن موشک‌انداز کلاس Sejong the Great نیروی دریایی کره

نیروی دریایی کره وظیفه عملیات دریایی و عملیات آبی خاکی را بر عهده دارد. نیروی دریایی کره دارای حدود ۷۰٬۰۰۰ پرسنل از جمله ۲۹٬۰۰۰ تفنگدار دریایی است. حدود ۱۵۰ کشتی نظامی از انواع مختلف در نیروی دریایی کره وجود دارد (مجموع توان جابجایی حدود ۲۱۵٬۰۰۰ تن تخمین زده می‌شود). واحدهای پروازی نیروی دریایی متشکل از حدود ۷۰ هواگرد ثابت‌بال و هواگرد بالگردان است. نیروی دریایی کره همچنین به‌عنوان یک نیروی واکنش سریع و نیروی ذخیره استراتژیک عمل می‌کند.

#### سپاه تفنگ‌داران دریایی جمهوری کره

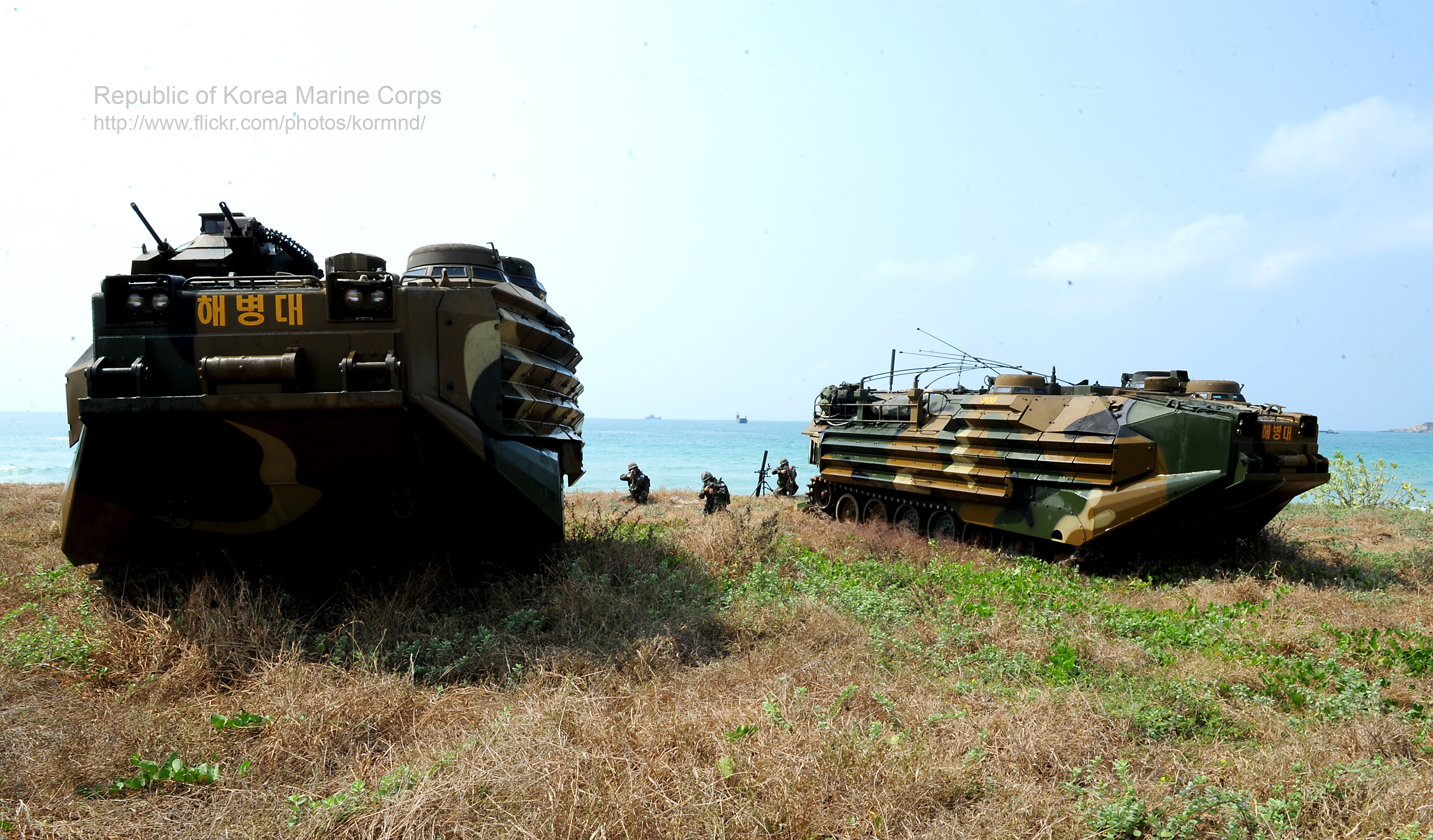
خودروهای آبی-خاکی ROKMC KAAV7A1

سپاه تفنگداران دریایی جمهوری کره (ROKMC) شاخه‌ای از نیروی دریایی جمهوری کره است که مسئول عملیات آبی خاکی است این نیرو با ۲۹۰۰۰ پرسنل در دو لشکر و دو تیپ سازماندهی شده‌است. سپاه تفنگداران دریایی، حدود ۳۰۰ وسیله نقلیه ردیابی از جمله وسایل نقلیه آبی خاکی تهاجمی، تانک‌های اصلی نبرد و توپخانه خودکششی دارد.
فرمانده سپاه تفنگ‌داران دریایی جمهوری کره یک ژنرال سه ستاره است. پس از بمباران جزیره یونپیونگ در سال ۲۰۱۰ فرماندهی دفاع جزایر شمال غربی (NWIDC)، تأسیس شد.

### نیروی هوایی جمهوری کره

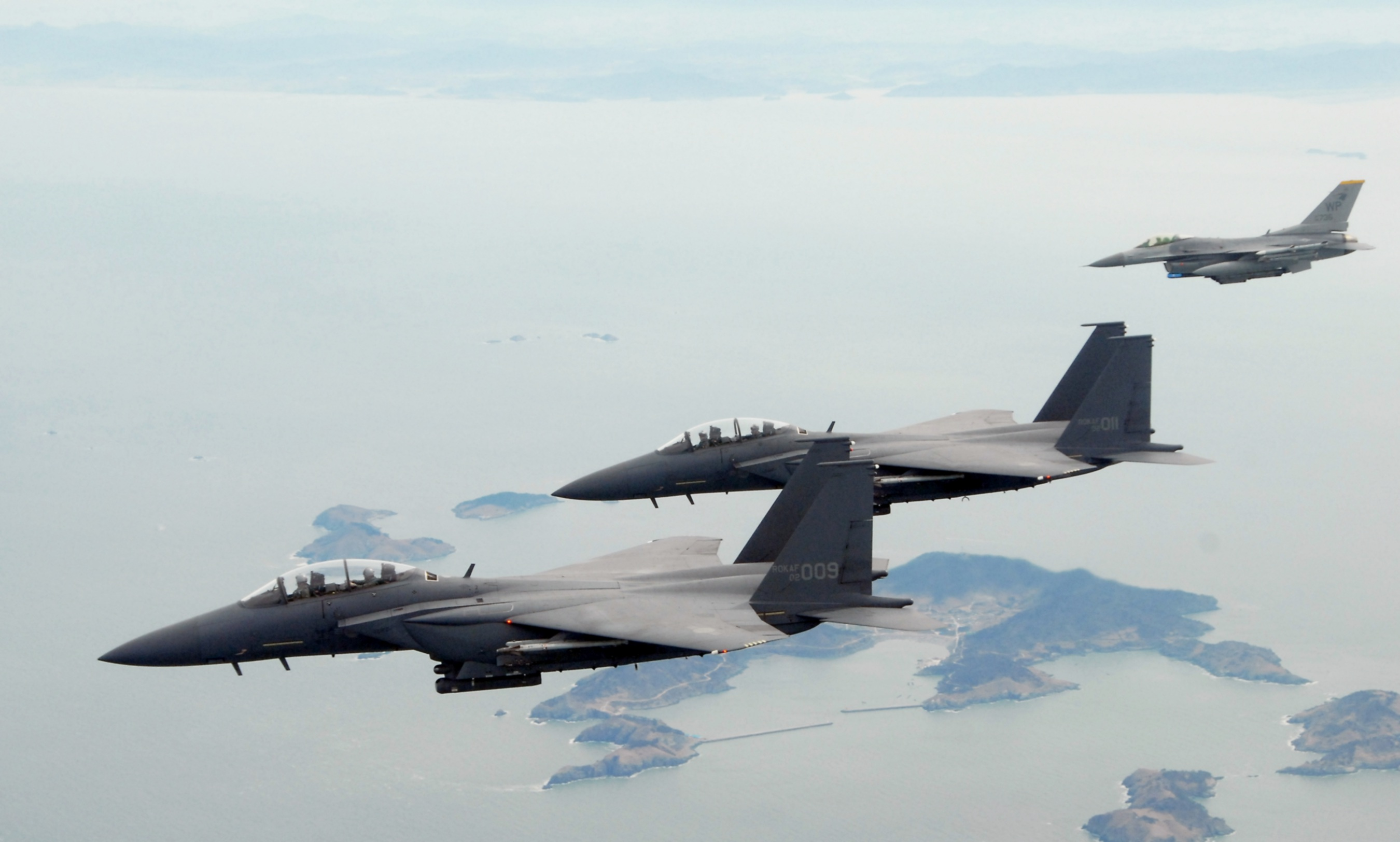
دو جنگنده‌ٔ تهاجمی اف-۱۵کی نیروی هوایی جمهوری کره به همراه یک اف-۱۶سی نیروی هوایی ایالات متحده در پس‌زمینه

نیروی هوایی جمهوری کره (ROKAF) نیروی هوایی کره نیرویی مدرن است تا بتواند از خود در برابر انواع تهدیدها از جمله ارتش کره شمالی دفاع کند. نیروی هوایی کره دارای ۴۵۰ هواگرد نظامی با طراحی آمریکایی است. در مقابل، ارتش کره شمالی تقریباً ۶۵۰ هواگرد نظامی دارد، اما عمدتاً هواپیماهایی قدیمی و منسوخ‌شده با منشأ شوروی و چینی هستند.
دولت کره جنوبی همچنین برنامه خود را برای توسعه ظرفیت تولید بالگرد بومی برای جایگزینی بالگردهای قدیمی بل یواچ-۱ ایروکوای، اعلام کرده‌است.

## نیروی انسانی
طول دوره سربازی اجباری بر اساس شاخه‌های خدمتی متفاوت است: پرسنل سرباز وظیفه فعال، ۱۸ ماه در ارتش یا سپاه تفنگداران دریایی، ۲۰ ماه در نیروی دریایی و ۲۱ ماه در نیروی هوایی خدمت می‌کنند. افسران مأمور و درجه‌دار، مدت طولانی‌تری نسبت به سربازان وظیفه خدمت کرده یا به‌عنوان شغل خدمت می‌کنند. پرسنل غیرفعال مانند پرسنل مددکاری اجتماعی برای مدت‌های مختلف خدمت می‌کنند. پس از پایان خدمت سربازی، آن‌ها به‌طور خودکار در فهرست ذخیره قرار می‌گیرند.

## بودجه
کره جنوبی یکی از بالاترین بودجه‌های دفاعی در جهان را دارد و در سال ۲۰۲۰، با بودجه‌ای نزدیک به ۷۳میلیارد دلار آمریکا در رتبه نهم جهانی قرار دارد.

## اعزام به خارج از کشور
نیروهای مسلح کره به‌عنوان بخشی از مأموریت خود در سراسر جهان درگیر عملیات صلح‌بانی و اقدامات بشردوستانه و امدادرسانی به هنگام بلایا و مدیریت شرایط اضطراری هستند. در سال ۲۰۰۸، افسران و سربازان واحد دانگمیونگ، مستقر در لبنان و همراهی با یونیفل، از سازمان ملل متحد مدال افتخار دریافت کردند.
| نام عملیات                                       | محل                             | تاریخ      | تاریخ      | تعداد نیروها | تعداد نیروها | تلفات | تلفات  | تلفات | تلفات | Notes |
| نام عملیات                                       | محل                             | آغاز       | پایان      | فعلی         | مجموع        | کشته  | زخمی   | مفقود | اسیر  | Notes |
| ------------------------------------------------ | ------------------------------- | ---------- | ---------- | ------------ | ------------ | ----- | ------ | ----- | ----- | ----- |
| جنگ ویتنام                                       | ویتنام جنوبی                    | ۱۹۶۴-۰۹-۰۱ | ۱۹۷۳-۰۳-۲۳ |              | ۳۲۵٬۵۱۷      | ۵٬۰۹۹ | ۱۰٬۹۶۲ | ۴     | ۰     |       |
| جنگ خلیج فارس                                    | عربستان سعودی امارات متحده عربی | ۱۹۹۱-۰۱-۲۴ | ۱۹۹۱-۰۴-۱۰ |              | ۳۱۴          | ۰     | ۰      | ۰     | ۰     |       |
| UNOSOM II                                        | سومالی                          | ۱۹۹۳-۰۷-۳۰ | ۱۹۹۴-۰۳-۱۸ |              | ۵۱۶          | ۰     | ۰      | ۰     | ۰     |       |
| MINURSO                                          | صحرای غربی                      | ۱۹۹۴-۰۸-۰۹ | ۲۰۰۶-۰۵-۱۵ |              | ۵۴۲          | ۰     | ۰      | ۰     | ۰     |       |
| UNOMIG                                           | گرجستان                         | ۱۹۹۴-۱۰-۰۶ | ۲۰۰۹-۰۷-۱۰ |              | ۸۸           | ۱     | ۰      | ۰     | ۰     |       |
| UNAVEM III                                       | آنگولا                          | ۱۹۹۵-۱۰-۰۵ | ۱۹۹۶-۱۲-۲۳ |              | ۶۰۰          | ۰     | ۰      | ۰     | ۰     |       |
| UNMOGIP                                          | هند پاکستان                     | ۱۹۹۷-۰۳-۰۳ | در جریان   | ۷            | ۱۶۵          | ۱     | ۰      | ۰     | ۰     |       |
| UNAMET                                           | تیمور شرقی                      | ۱۹۹۹-۱۰-۰۴ | ۲۰۰۴-۰۶-۰۴ |              | ۳٬۳۲۸        | ۵     | ۰      | ۰     | ۰     |       |
| همکاری                                           | ایالات متحده آمریکا             | ۲۰۰۱-۱۱-۱۶ | در جریان   | ۳            | ۴۴           | ۰     | ۰      | ۰     | ۰     |       |
| جنگ افغانستان                                    | افغانستان                       | ۲۰۰۱-۱۲-۱۸ | ۲۰۱۴-۰۶-۲۳ |              | ۵٬۰۸۲        | ۲     | ۱      | ۰     | ۰     |       |
| UNFICYP                                          | قبرس                            | ۲۰۰۲-۰۱-۰۴ | ۲۰۰۳-۱۲-۲۳ |              | ۱            | ۰     | ۰      | ۰     | ۰     |       |
| جنگ عراق                                         | عراق                            | ۲۰۰۳-۰۲-۱۲ | ۲۰۰۸-۱۲-۳۰ |              | ۲۰٬۳۰۸       | ۱     | ۰      | ۰     | ۰     |       |
| CJTF-HOA                                         | جیبوتی                          | ۲۰۰۳–۰۳    | ۲۰۱۲–۱۲    |              | ۱۵           | ۰     | ۰      | ۰     | ۰     |       |
| UNMIL                                            | لیبریا                          | ۲۰۰۳-۱۰-۱۸ | ۲۰۱۸-۰۳-۳۰ | ۲            | ۲۰           | ۰     | ۰      | ۰     | ۰     |       |
| ONUB                                             | بوروندی                         | ۲۰۰۴-۰۹-۱۵ | ۲۰۰۶-۱۲-۱۱ |              | ۴            | ۰     | ۰      | ۰     | ۰     |       |
| UNMIS                                            | سودان                           | ۲۰۰۵-۱۱-۲۵ | ۲۰۱۱–۰۷    |              | ۴۶           | ۰     | ۰      | ۰     | ۰     |       |
| حفاظت از صلح در لبنان                            | لبنان                           | ۲۰۰۷-۰۱-۱۶ | در جریان   | ۳۱۶          | ۴٬۲۲۹        | ۰     | ۰      | ۰     | ۰     |       |
| UNMIN                                            | نپال                            | ۲۰۰۷-۰۳-۱۲ | ۲۰۱۱-۰۱-۱۵ |              | ۱۳           | ۱     | ۰      | ۰     | ۰     |       |
| عملیات آزادی پایدار - شاخ آفریقا                 | سومالی                          | ۲۰۰۸-۰۱-۱۶ | در جریان   | ۳۰۳          | ۳٬۷۰۰        | ۰     | ۳      | ۰     | ۰     |       |
| ماموریت سازمان ملل متحد-اتحادیه آفریقا در دارفور | سودان                           | ۲۰۰۹-۰۶-۱۶ | در جریان   | ۲            | ۸            | ۰     | ۰      | ۰     | ۰     |       |
| MINURSO                                          | صحرای غربی                      | ۲۰۰۹-۰۷-۲۷ | در جریان   | ۴            | ۱۲           | ۰     | ۰      | ۰     | ۰     |       |
| UNOCI                                            | ساحل عاج                        | ۲۰۰۹-۰۷-۲۸ | در جریان   | ۲            | ۸            | ۰     | ۰      | ۰     | ۰     |       |
| MINUSTAH                                         | هائیتی                          | ۲۰۱۰-۰۲-۱۷ | ۲۰۱۲-۱۲-۲۴ |              | ۱٬۴۳۳        | ۰     | ۰      | ۰     | ۰     |       |
| همکاری                                           | امارات متحده عربی               | ۲۰۱۱-۰۱-۱۱ | در جریان   | ۱۴۴          | ۶۸۷          | ۰     | ۱      | ۰     | ۰     |       |
| UNMISS                                           | سودان جنوبی                     | ۲۰۱۳-۰۳-۰۱ | در جریان   | ۲۹۳          | ۲۹۳          | ۰     | ۰      | ۰     | ۰     |       |
| Araw Contingent                                  | فیلیپین                         | ۲۰۱۳-۱۲-۰۹ | ۲۰۱۴-۱۲-۲۲ |              | ۵۴۰          | ۰     | ۰      | ۰     | ۰     |       |